# Ducks Roma
I Ducks Roma sono stati una squadra di football americano di Roma. Sono stati fondati nel 1998 e hanno chiuso nel 2003. Hanno partecipato al primo livello del campionato italiano di football americano nel 2001, 2002 e 2003.

## Dettaglio stagioni

### Tornei nazionali

#### Campionato

##### Golden League
| Stagione | regular season | regular season | regular season | regular season | regular season | regular season | playoff | playoff | playoff | playoff | playoff | playoff          | playoff         |
|          | Vin            | Par            | Per            | Tot            | PF             | PS             | Vin     | Per     | Tot     | PF      | PS      | risultato        | avversaria      |
| -------- | -------------- | -------------- | -------------- | -------------- | -------------- | -------------- | ------- | ------- | ------- | ------- | ------- | ---------------- | --------------- |
| 2001     | 6              | 0              | 2              | 8              | 189            | 87             | 0       | 1       | 1       | 39      | 49      | Quarti di finale | Dolphins Ancona |
| 2002     | 2              | 0              | 5              | 7              | 113            | 243            | 0       | 1       | 1       | 15      | 40      | Quarti di finale | Frogs Legnano   |
| 2003     | 0              | 0              | 8              | 8              | 70             | 268            | -       | -       | -       | -       | -       | -                | -               |
|          |                |                |                |                |                |                |         |         |         |         |         |                  |                 |
| Totale   | 8              | 0              | 15             | 23             | 372            | 598            | 0       | 2       | 2       | 54      | 89      |                  |                 |

Fonte: Enciclopedia del Football - A cura di Roberto Mezzetti

##### Winter League (secondo livello)
| Stagione | regular season | regular season | regular season | regular season | regular season | regular season | playoff | playoff | playoff | playoff | playoff | playoff          | playoff          |
|          | Vin            | Par            | Per            | Tot            | PF             | PS             | Vin     | Per     | Tot     | PF      | PS      | risultato        | avversaria       |
| -------- | -------------- | -------------- | -------------- | -------------- | -------------- | -------------- | ------- | ------- | ------- | ------- | ------- | ---------------- | ---------------- |
| 1998     | 2              | 0              | 4              | 6              | 95             | 129            | -       | -       | -       | -       | -       | -                | -                |
| 1999     | 4              | 0              | 4              | 8              | 168            | 147            | -       | -       | -       | -       | -       | -                | -                |
| 2000     | 4              | 0              | 3              | 7              | 95             | 91             | 1       | 1       | 2       | 33      | 32      | Quarti di finale | Etruschi Livorno |
|          |                |                |                |                |                |                |         |         |         |         |         |                  |                  |
| Totale   | 10             | 0              | 11             | 21             | 358            | 367            | 1       | 1       | 2       | 33      | 32      |                  |                  |

Fonte: Enciclopedia del Football - A cura di Roberto Mezzetti

#### Campionati giovanili

##### Under 21
| Stagione | regular season | regular season | regular season | regular season | regular season | regular season | playoff | playoff | playoff | playoff | playoff | playoff          | playoff                  |
|          | Vin            | Par            | Per            | Tot            | PF             | PS             | Vin     | Per     | Tot     | PF      | PS      | risultato        | avversaria               |
| -------- | -------------- | -------------- | -------------- | -------------- | -------------- | -------------- | ------- | ------- | ------- | ------- | ------- | ---------------- | ------------------------ |
| 2001     | 2              | 0              | 2              | 4              | 144            | 20             | 0       | 1       | 1       | 16      | 36      | Quarti di finale | Green Hogs Reggio Emilia |
|          |                |                |                |                |                |                |         |         |         |         |         |                  |                          |
| Totale   | 2              | 0              | 2              | 4              | 144            | 20             | 0       | 1       | 1       | 16      | 36      |                  |                          |

Fonte: Enciclopedia del Football - A cura di Roberto Mezzetti

##### Under 20
| Stagione | regular season | regular season | regular season | regular season | regular season | regular season | playoff | playoff | playoff | playoff | playoff | playoff   | playoff    |
|          | Vin            | Par            | Per            | Tot            | PF             | PS             | Vin     | Per     | Tot     | PF      | PS      | risultato | avversaria |
| -------- | -------------- | -------------- | -------------- | -------------- | -------------- | -------------- | ------- | ------- | ------- | ------- | ------- | --------- | ---------- |
| 2002     | 1              | 0              | 2              | 3              | 33             | 35             | -       | -       | -       | -       | -       | -         | -          |
|          |                |                |                |                |                |                |         |         |         |         |         |           |            |
| Totale   | 1              | 0              | 2              | 3              | 33             | 35             | -       | -       | -       | -       | -       |           |            |

Fonte: Enciclopedia del Football - A cura di Roberto Mezzetti

### Riepilogo fasi finali disputate
| Anno | Luogo   | Evento     | Fase del torneo  | Incontro                              | Risultato |
| 2000 | Livorno | Snowbowl   | Quarti di finale | Etruschi Livorno - Ducks Roma         | 25 - 20   |
| 2001 | Ancona  | Superbowl  | Quarti di finale | Dolphins Ancona - Ducks Roma          | 49 - 39   |
| 2001 | ?       | Young Bowl | Quarti di finale | Green Hogs Reggio Emilia - Ducks Roma | 36 - 16   |
| 2002 | Roma    | Superbowl  | Semifinale       | Ducks Roma - Frogs Legnano            | 15 - 40   |